# Связывание углерода
Связывание углерода — общее название совокупности процессов, при которых углекислый газ CO2 преобразуется в органические вещества. Такие процессы используют автотрофы, то есть организмы, которые сами вырабатывают необходимые для себя органические вещества. В частности, процесс связывания углерода является составной частью фотосинтеза.
Известно восемь биохимических путей связывания углерода автотрофными организмами. Наиболее распространённым биологическим процессом связывания углерода является цикл Кальвина.

## Растения
Растения при фотосинтезе используют три разных процесса связывания углерода, и, соответственно, делятся на три разных класса.
- С3 растения используют цикл Кальвина, создавая соединения, которые содержат три атома углерода. Этот тип фотосинтеза свойственен для большинства наземных растений.
- С4-растения перед циклом Кальвина включают CO2 в соединение с 4 атомами углерода. Такие растения имеют особое внутреннее строение листьев. К ним принадлежат сахарный тростник и кукуруза. В общем, С4 процесс используют 7600 видов растений, что составляет 3 %, от общего количества[1].
- CAM-растения запасают CO2 ночью в виде производных от яблочной кислоты и выделяют его днём для увеличения эффективности цикла Кальвина. Такой механизм используют 16 тысяч видов растений[2], в частности, кактусы.

## Микроорганизмы
Для микроорганизмов известны другие, отличные от цикла Кальвина, механизмы связывания углерода. К ним принадлежат:
- Обратный цикл Кребса
- Восстановительный ацетил-КоА путь
- 3-гидроксипроприонатный путь и два родственных цикла (3-гидроксипропионатный/4-гидроксибутиратный и дикарбоксилатный/4-гидроксибутиратный).

## Гетеротрофы
Хотя почти все гетеротрофы не могут синтезировать полностью органические молекулы из двуокиси углерода, некоторое количество углекислого газа включается в их метаболизм.  Впервые гетеротрофная ассимиляция углекислоты была обнаружена в 1936 г. Х.Вудом и К.Веркманом (H.Wood, C.Werkman) при изучении сбраживания глицерина пропионовыми бактериями. Карбоксилирование пирувата, приводящее к образованию щавелевоуксусной кислоты, получило название реакции Вуда-Веркмана. Показано, что реакции карбоксилирования имеют место у всех гетеротрофных прокариот, а также в клетках всех эукариотных организмов, включая высшие растения и животных. Некоторые гетеротрофы используют отдельные реакции включение оксида углерода (в виде карбонат иона) в своём метаболизме. В частности, такую реакцию осуществляет пируваткарбоксилаза при глюконеогенезе, ацетил-КоА-карбоксилаза при синтезе жирных кислот, карбоксилаза аминоимидазолрибонуклеотида при синтезе пуриновых нуклеотидов de novo, а также оксид углерода потребляется при анаплеротических реакциях и для синтеза карбамоилфосфата ферментом карбамоилфосфатсинтазой.